# Parancistrocerus pensylvanicus
Parancistrocerus pensylvanicus är en stekelart som först beskrevs av Henri Saussure 1856.  Parancistrocerus pensylvanicus ingår i släktet Parancistrocerus och familjen Eumenidae. Utöver nominatformen finns också underarten P. p. ignotatus.